# Kuzari
Le Kuzari (hébreu : ספר הכוזרי Sefer Hakouzari « Livre du Khazar », judéo-arabe : כתאב אלרד ואלדליל פי נוסר אלדין אלד'ליל Kitab alhuyya wa-l-dalil fi nusr al-din al-dalil « Livre de l'argumentation pour la défense de la religion méprisée ») est un classique de la philosophie juive médiévale, composé vers 1140 par le rabbin Juda Halevi. Le livre partage une méfiance du rationalisme philosophique, poursuit un but et emprunte une structure, rapportant un dialogue imaginaire en cinq chapitres entre le roi des Khazars et un rabbin qui l’éclaire sur la vérité du judaïsme, défendant celui-ci contre les arguments des « philosophes, musulmans, chrétiens et hétérodoxes ».
Si le livre ne parvient pas à endiguer l’influence grandissante de la philosophie sur les Juifs de son temps, il exerce une grande influence sur la théologie, voyant sa popularité ressurgir à plusieurs reprises au cours de l’histoire juive jusqu’au temps présent. Il a fait l’objet de plusieurs commentaires, études et pastiches, servant de référent identitaire aux Juifs de toutes les époques.

## Premier chapitre

### Introduction
L’auteur fonde son récit sur la correspondance khazare qui se tient dans la première décennie de la seconde moitié du Xe siècle entre Hasdaï ibn Shaprut, secrétaire du calife de Cordoue, et Joseph, roi des Khazars. Interrogé sur ses origines, le roi relate la conversion de son ancêtre Bulan le Bek au judaïsme. De cette version, déjà largement légendaire, Juda Halévi retient les visitations de Bulan par un ange et sa convocation de trois représentants des trois religions monothéistes. Prêtant au Kuzari les préoccupations rationalistes de ses contemporains, Juda Halévi fait précéder la consultation de ces docteurs par celle d’un philosophe. De plus, le Kuzari dédaigne initialement de consulter un rabbin, identifié par des sources tardives à Yitzhak ha-Sangari, estimant que la déchéance dans laquelle vivent les Juifs est la preuve éclatante que leur religion n’agrée pas à Dieu.

### Le philosophe et sa réfutation
Pour le philosophe, Dieu est la cause première et sa perfection ne s’embarrasse pas des affaires du bas-monde. Il faut rechercher la perfection intellectuelle et morale jusqu’à l’atteinte du niveau de l’Intellect agent et y adjoindre un culte ou non, selon le désir.
Cependant, ce Dieu qui ne se préoccupe pas des particuliers est en contradiction flagrante avec les rêves du Kuzari car l’ange lui annonce que « [ses] intentions sont agréées à Dieu mais que [ses] actes ne le sont pas ». Le raisonnement du philosophe est également incompatible avec la réalité des guerres de religion (dont les adeptes tentent tous de parfaire leurs actes et pensées afin d’agréer à Dieu), ne permet pas de comprendre l’émotion ni, de façon générale, ce qui ne ressort pas du domaine du rationnel.

### Le docteur chrétien et sa réfutation
Le docteur chrétien expose au Kuzari ses croyances en un Dieu personnel, créateur du monde et faiseur de miracles pour Israël, et en un homme, « extérieurement prophète envoyé mais intérieurement dieu envoyeur », rejeté par la majorité du peuple d’Israël. Ce rejet serait la cause de leur déchéance tandis que les chrétiens qui l’ont accepté seraient devenus le verus Israël pour lequel les promesses de la Bible doivent se réaliser.
Au chrétien, le Kuzari oppose son incrédulité, lui reprochant de se fonder inconditionnellement sur ces choses « irrationnelles » sans en demander la preuve.

### Le docteur musulman et sa réfutation
Le docteur musulman professe des croyances similaires à celles du chrétien concernant Dieu mais se défie de tout anthropomorphisme. De plus, il rapporte pour preuve le Coran, « livre prodigieux, incréé, preuve de sa rédaction par un Dieu Créateur, et de la véracité de tout ce qui y est consigné ».
Cette preuve ne satisfait cependant pas le Kuzari car, n’étant pas arabophone, le Coran lui est inaccessible. De même, les miracles réalisés par Mahomet (qui ne sont pas utilisés pour convaincre) n’ont pas été vus de tous. Constatant que les miracles réalisés en faveur d’Israël répondent en revanche à cette condition, le Kuzari se voit contraint de s’en référer, malgré sa défiance, à un docteur du judaïsme.

### Le rabbin
Prié d’exposer ses croyances, le rabbin parle du Dieu des patriarches qui a fait, avec force miracles, sortir les enfants d’Israël d’Égypte pour les mener à travers le désert et le Jourdain, les faire hériter de la terre de Canaan et les y faire vivre selon la Torah transmise par Moïse et les prophètes avec récompenses pour ceux qui la suivent et châtiments pour ceux qui la transgressent.
Raillé par le Kuzari, selon qui il aurait fallu parler du Dieu créateur, agenceur et directeur du monde que l’homme raisonnable en quête de perfection se doit d’imiter, le rabbin répond que la religion rationnelle à laquelle le roi aspire ne se fonde sur aucun consensus tandis que les faits que lui-même a rapportés sont tangibles car fondés sur une expérience sensible et confirmés par 600 000 âmes parmi les plus élevées. Il ne se trouve, selon le rabbin, qu’en Israël des hommes ayant atteint au plus haut degré de la création, celui du prophète capable de traverser le feu sans brûler, de rester quarante jours et nuits sans manger ni boire etc.
 (décembre 2011).
Par ailleurs, contrairement à la religion rationnelle (ou "naturelle"), qui tend à créer des hommes animés des meilleures intentions, la religion révélée, elle, tend à leur faire réaliser de bons actes.
Ce but ne peut être atteint par la philosophie, qui n'a même pas statué sur la notion de "bien", mais il peut l'être par la religion, qui enseigne ce qui est bien.

Par ailleurs, de même que la science est une somme de toutes les vérités découvertes par les générations successives, de même la religion est basée sur un ensemble de traditions. Autrement dit, l'histoire est un facteur important dans le développement de la culture humaine, comme de la science. Or Dieu, contrairement à ce que pensent les philosophes, a fait irruption dans l'histoire.

## "Creatio ex Nihilo"
Par la bouche du rabbin, Juda Halevi dit que, du fait que les Juifs sont les seuls dépositaires d'une histoire écrite du développement de l'humanité depuis le commencement du monde, la supériorité de leurs traditions ne peut être déniée.
- On remarquera au passage qu'elle ne l'est ni par les chrétiens, ni par les musulmans. Les premiers accusent Israël d'avoir "manqué le coche" en ne reconnaissant pas Jésus, les seconds d'avoir "falsifié" l'histoire au profit d'Isaac et au détriment d'Ismaël.

Il ne peut y avoir de comparaison entre culture juive, fondée selon lui sur une vérité religieuse, et culture grecque, fondée sur la science uniquement. Cette science est d'ailleurs très imparfaite, puisque les philosophes Grecs n'ont pas reçu l'assistance divine, dont bénéficiaient les prophètes. Ainsi, si Aristote avait connu une tradition digne de foi selon laquelle le monde fut créé ex nihilo, il n'est pas douteux qu'il l'aurait étayée d'arguments au moins aussi convaincants que ceux développés par lui afin de prouver l'éternité de la matière. Néanmoins, croire en une matière éternelle n'est pas totalement contraire à la croyance Juive, tant qu'on admet qu'il y eut un commencement, ainsi que le dit le récit biblique de la Création
Néanmoins, les Juifs croient en la creatio ex nihilo, laquelle théorie peut être soutenue par des arguments de force égale à ceux avancés en faveur de l'éternité du monde. L'objection néoplatonicienne que l'Absolument Infini et Parfait n'aurait pu créer des êtres finis et imparfaits n'est pas écartée en attribuant l'existence de toutes les occurrences à l'action de la nature, car celle-ci n'est qu'un maillon dont la chaîne remonte à la Cause première, c'est-à-dire Dieu.